# Florian Ballas
Florian Ballas (Saarbrücken, 8 gennaio 1993) è un calciatore tedesco, difensore, svincolato.